# 大江戸スチームパンク
『大江戸スチームパンク』（おおえどスチームパンク）は、テレビ大阪で2020年1月19日から3月22日まで放送されたテレビドラマ。全10話。TOKYO MXでは2020年7月7日から9月8日まで放送された。

## 概要
「大江戸」は江戸と似ているようだがぜんぜん違う。この「大江戸」を舞台に繰り広げられるSFコメディ時代劇。登場人物には歴史上に刻まれている名ではあるが全く別である人物も登場する。1998年に結成以降、コメディを上演し続けている劇団「ヨーロッパ企画」が企画した実写ドラマである。

## 出演者
佑太（ゆうた）
演 - 萩原利久

平賀源内（ひらが げんない）
演 - 六角精児

天草四郎（あまくさ しろう）
演 - 袴田吉彦

沙羅（さら）
演 - 芦名星

弥助（やすけ）
演 -  佐野岳

お照（おてる）
演 - 岡本夏美

賢（けん）
演 - 中川晴樹

丈二（じょうじ）
演 - 阿見201

お月（おつき）
演 - 山村美智

杉田玄白（すぎた げんぱく）
演 - 瀧川英次

## スタッフ
- 監督 - 筧昌也、永江二朗
- 原案・脚本 - 酒井善史（ヨーロッパ企画）
- 脚本 - 下亜友美、池浦さだ夢（男肉 du Soleil）
- 企画協力 - ヨーロッパ企画
- プロデューサー - 佐治幸宏、麻生英輔、上野境介
- ナレーション - 三遊亭鳳月
- 主題歌 - BRADIO「幸せのシャナナ」[4]
- テーマ曲 - 野崎美波
- 制作 - TBSグロウディア、ADKクリエイティブ・ワン
- 製作・著作 - カルチュア・エンタテインメント、テレビ大阪
- 制作協力 - キャンター
- 宣伝協力 - テレビ大阪
- 特別協力 - EDO WONDERLAND日光江戸村

## 放送日程
| 各話   | 放送日  | サブタイトル               | 脚本       | 監督     |
| ------ | ------- | -------------------------- | ---------- | -------- |
| 第1話  | 1月19日 | アイム、江戸前ヒーロー?!   | 酒井善史   | 筧昌也   |
| 第2話  | 1月26日 | ウィーアー、中毒ゾンビ?!   | 酒井善史   | 筧昌也   |
| 第3話  | 2月02日 | イッツァ、時限爆弾!?       | 酒井善史   | 永江二朗 |
| 第4話  | 2月09日 | アイム、いだてん野郎!!     | 酒井善史   | 永江二朗 |
| 第5話  | 2月16日 | カモン! セクシー遊女ちゃん | 下亜友美   | 筧昌也   |
| 第6話  | 2月23日 | レッツ! 大江戸ドリップ作戦 | 下亜友美   | 永江二朗 |
| 第7話  | 3月01日 | ウィー アー 監禁クルー!    | 池浦さだ夢 | 筧昌也   |
| 第8話  | 3月08日 | 膀胱パニック? 危機一髪!    | 池浦さだ夢 | 筧昌也   |
| 第9話  | 3月15日 | フェイクお照、参上!        | 下亜友美   | 筧昌也   |
| 最終話 | 3月22日 | グッバイ? 蒸気力野郎       | 酒井善史   | 筧昌也   |

## スピンオフドラマ
『裏江戸スチームパンク』（うらえどスチームパンク）のタイトルで、動画配信サービス『TSUTAYAプレミアム』にて、本編放送終了後に配信。全10話。

### 配信日程
| 話数   | 配信日  | サブタイトル                                           |
| ------ | ------- | ------------------------------------------------------ |
| 第1話  | 1月19日 | 本気の出し方～アンダースロー誕生秘話                   |
| 第2話  | 1月26日 | 最後の一本はだれのもの?～姐さん至上主義～              |
| 第3話  | 2月02日 | 初めて出会う自分～男は心でやんす～                     |
| 第4話  | 2月09日 | 空気を凍らせる天才～悪いのは誰?～                      |
| 第5話  | 2月16日 | 誰にも渡さない!!!～鯉と恋と饅頭～                      |
| 第6話  | 2月23日 | 弥助の手に見える未来～翻弄される男と運命が見える女～   |
| 第7話  | 3月01日 | ワイの本音～弥助さん、ワイは火消しになりたいでやんす～ |
| 第8話  | 3月08日 | VRの始まり～実は一番見たいもの～                       |
| 第9話  | 3月15日 | 丈二を助け出せ!～案ずる2人の想いは届くのか?!～         |
| 最終話 | 3月22日 | シマヴァラン解散!～でもこれからも活を動したい～        |